# Даніляколь
Даніляко́ль (каз. Дәнелікөл) — село у складі Бурлінського району Західноказахстанської області Казахстану. Входить до складу Канайського сільського округу.
Населення — 40 осіб (2021; 66 у 2009, 115 у 1999, 144 у 1989).